# Ernst Tillich (Pädagoge, 1780)
Ernst Gotthelf Albrecht Tillich alias Ernst Gottlob Freudenreich (* 17. Februar 1780 in Groß Breesen; † 30. Oktober 1807 in Dessau) war ein deutscher Pädagoge.

## Leben
Tillich wurde als Sohn eines Schulmeisters bzw. Landschullehrs geboren. Zum Abschluss seiner Universitätsstudien wurde er promoviert und gründete als Magister in Leipzig ein Privatinstitut für Erziehung und Unterricht von Knaben. Besondere Bedeutung auf seine didaktische und pädagogische Ausrichtung hatte Pestalozzi. Gemeinsam mit Ludwig Heinrich Ferdinand Olivier gründete er unter Förderung des Landesfürsten die Erziehungs- und Unterrichtsanstalt in Dessau, die zu Ostern 1805 ihren Betrieb aufnahm. Es kam jedoch zu Meinungsverschiedenheiten mit Olivier, so das Tillich die Leitung der Schule bald allein übernahm.
Tillich, der als Professor und Pädagoge hohes Ansehen genoss und auch dank der fürstlichen Unterstützung gut versorgt war, starb dennoch sehr jung. Sein Begräbnis befindet sich in einem Gewölbe auf der Südseite des Friedhofs I bei Dessau. 1821 wurde dort eine Gedenktafel angebracht mit der Inschrift:

„Hier die heilige Gruft des weisen Erziehers der Jugend,

Tillichs, dem Jüngling und Greis Thränen der Dankbarkeit zollt.

Daß nicht zu hell sich der himmlische Funken im Menschen entwickle,

Riß ihn ein strenges Geschick früh aus dem wirkenden Kreis.“

## Werke
- Der erste Unterricht, Leipzig 1803 (Digitalisat auf Google Books)
- Lehrbuch der Geometrie, Leipzig 1807 (Digitalisat auf Google Books)
- Des Lehrbuchs der arithmetischen Verhältnisse ..., 3 Teile, Leipzig 1808
- Erstes Lesebuch für Kinder, Leipzig 1809